# Уэстон-он-Трент
Уэстон-он-Трент (англ. Weston-on-Trent) — деревня и община в районе Саут-Дербишир графства Дербишир, Англия, находится к северу от реки Трент и канала Трент и Мерси.
Название деревни — англосаксонского происхождения, суффикс «тон» имеет значение «город», а полностью название Уэстон означает Западный город (West Town). По данным переписи 2004 года, в деревне проживает около 800 человек старше 16 лет.

## История

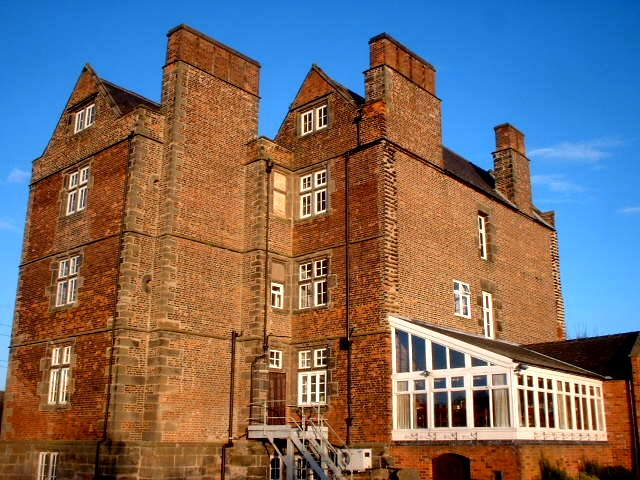
Уэстон Холл, 2007 год

Первое упоминание Уэстона относится к 1009 году, когда король Англии Этельред Неразумный установил границы города. В 1086 году поместье Уэстон было пожаловано королём Вильгельмом I Завоевателем Гуго д'Авраншу. В 1215 году король Иоанн Безземельный подписал устав о том, что Уэстон не принадлежит к окружающим его округам.
В 1603 году король Яков I пожаловал Уэстон-он-Трент в качестве имения Чарльзу Пагету, заговорщику и шпиону Римско-Католической церкви, в 1633 году Яков I сделал новым владельцем деревни Энтони Роупера. Считается, что именно в этот период было начато строительство известного здания Уэстон-Холла. 
В 1642 году, в начале английской гражданской войны, солдаты, расквартированные в Уэстон-Холле, атаковали роялистов, стоявших лагерем на южном берегу реки. 
В 1649 году семья Роуперов продала Уэстон-Холл, и он так и не был достроен.
В сентябре 1770 года было начато строительство речного канала, который впоследствии был включён в списки культурного наследия Англии.
В 1851 году население Уэстона составляло около 400 человек, примерно 70 дворов. В 1873 году в Уэстоне была открыта железная дорога, для её строительства пришлось взорвать несколько домов, и она пролегла прямо через селение, разделив его на северную и южную части, малодоступные друг для друга.
В 1937 году в Уэстон был протянут водопровод, что позволило также обустроить централизованную канализацию. Работы обошлись в 50 тысяч фунтов стерлингов.

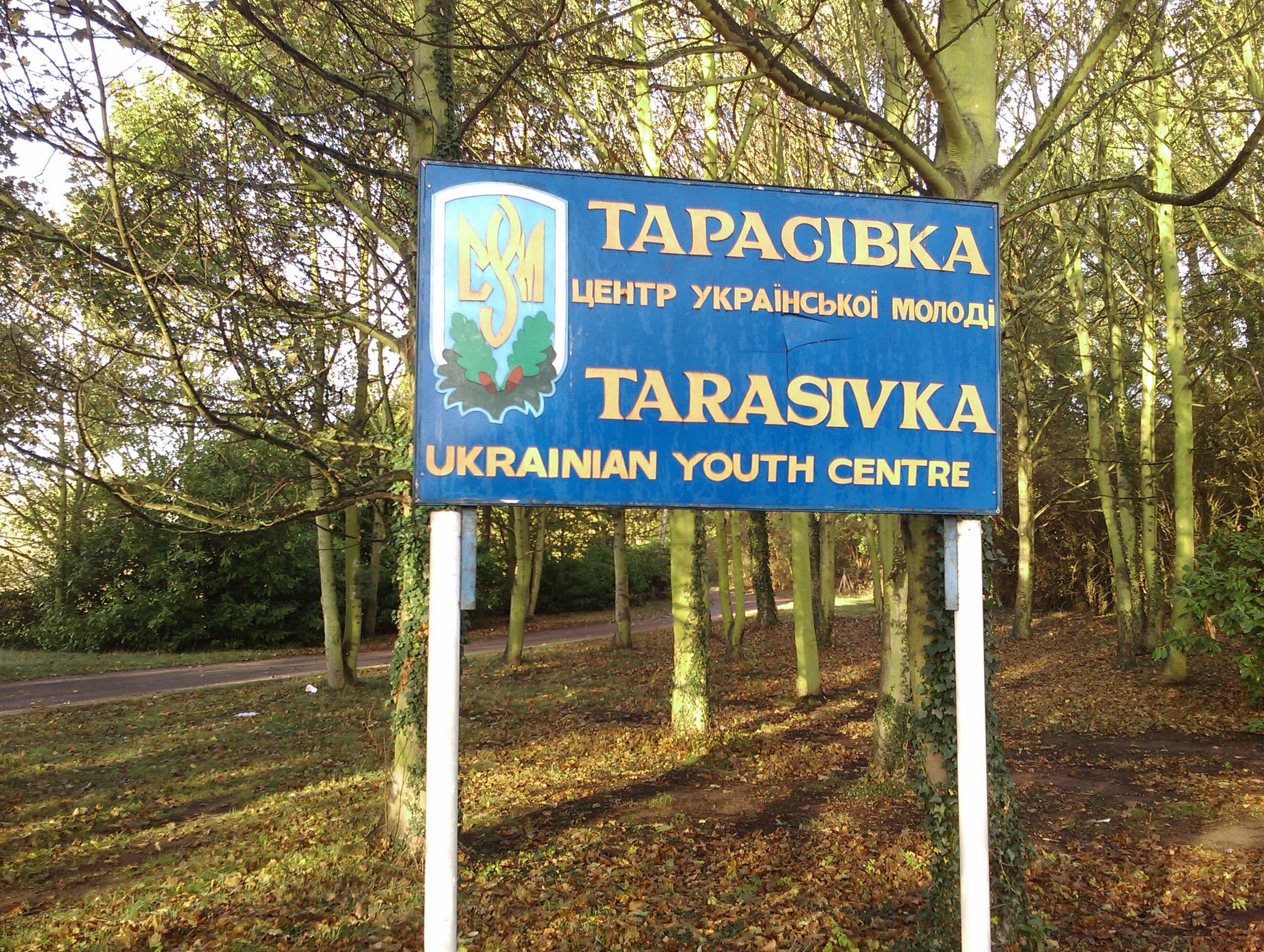
Тарасівка

После Второй мировой войны один из построенных под Уэстон-он-Трентом в военные годы лагерей стал домом для отделения Ассоциации Украинской Молодёжи в Великобритании. Поселение носит название Tarasivka.
В 1980 году, во время подготовки московской Олимпиады, советская сторона заявила, что Уэстон-он-Трент является оплотом международного шпионажа, речь шла об украинском тренировочном лагере ЦРУ, подготавливающем агентов для саботажа Олимпийских игр.

## Культура и образование

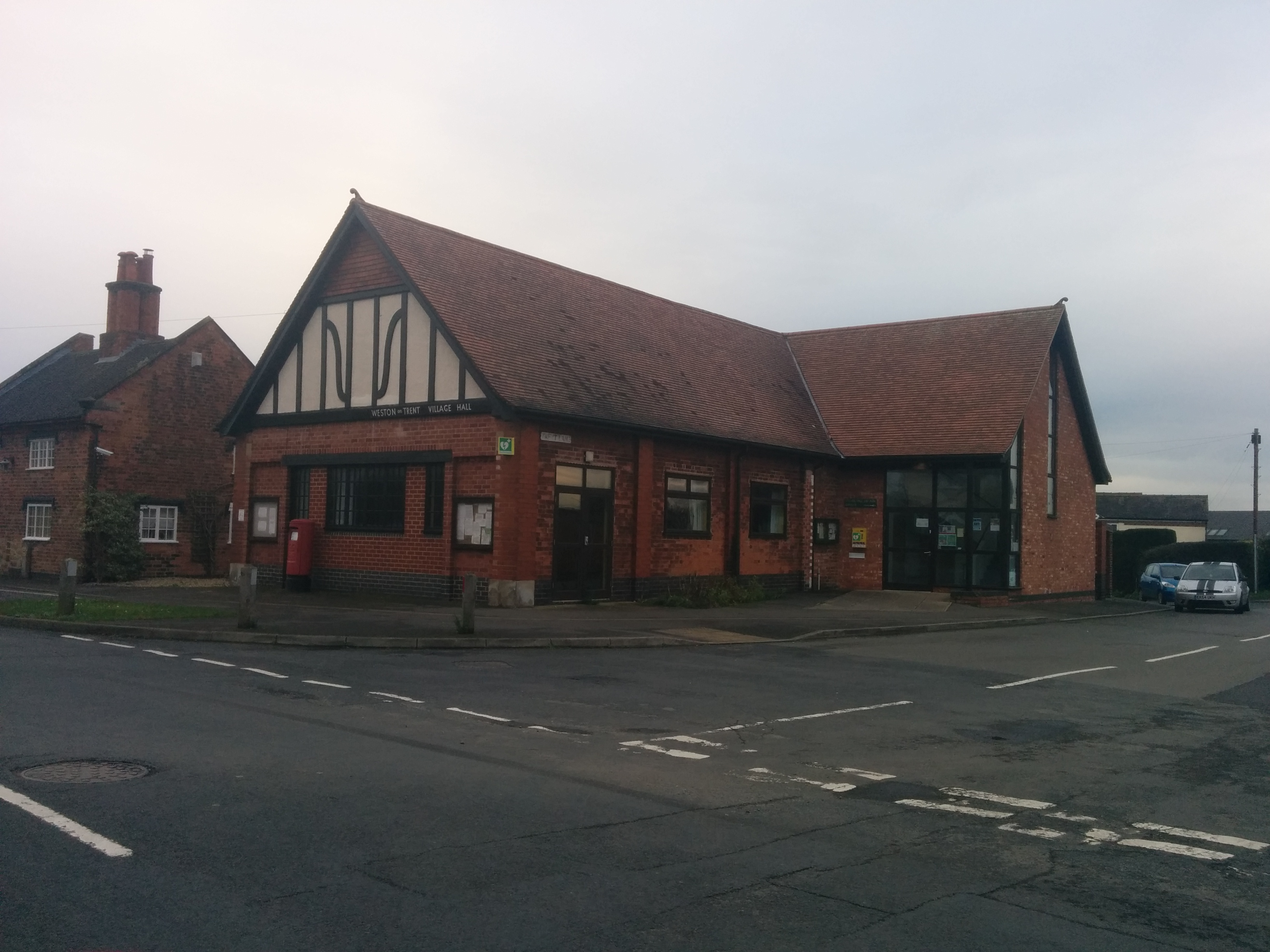
Деревенская ратуша

Единственное учебное заведение в Уэстон-он-Тренте — начальная школа Церкви Англии, основанная в 1821 году. Школа находится на западе деревни, с 1830 года она располагалась в двух коттеджах, купленных за два шиллинга у сэра Роберта, второго баронета Уилмота. В 1842 году для школы было построено собственное здание, вмещавшее до 60 учеников. В 1890 году в школе было 35 учащихся. Следующий переезд школы в новое здание произошёл в 2007 году, торжественное открытие состоялось 21 апреля.
В деревне действуют несколько общественных организаций: «Домовые», Кофейное утро, Женская бригада, «След пугала». Их собрания проходят в деревенской ратуше.

## Климат
| Показатель                                       | Янв. | Фев. | Март | Апр. | Май  | Июнь | Июль | Авг. | Сен. | Окт. | Нояб. | Дек. | Год   |
| ------------------------------------------------ | ---- | ---- | ---- | ---- | ---- | ---- | ---- | ---- | ---- | ---- | ----- | ---- | ----- |
| Средний суточный максимум, °C                    | 6,9  | 6,9  | 9,8  | 12,1 | 15,8 | 18,6 | 21,3 | 21,1 | 17,9 | 13,9 | 9,7   | 7,6  | 13,5  |
| Средний суточный минимум, °C                     | 1,2  | 1,2  | 2,7  | 3,8  | 6,3  | 9,2  | 11,4 | 11,3 | 9,5  | 6,7  | 2,7   | 2,1  | 5,8   |
| Норма осадков, мм                                | 54,8 | 42,7 | 45,3 | 46,6 | 42,4 | 60,8 | 43,8 | 51,0 | 52,5 | 54,0 | 53,0  | 59,3 | 606,2 |
| Источник: "Sutton Bonnington 1971-2000 averages" |      |      |      |      |      |      |      |      |      |      |       |      |       |